# Bloomberg Tower
Bloomberg Tower či One Beacon Court je mrakodrap nacházející se na newyorském ostrově Manhattan, v části zvané East Side, na adrese 731 Lexington Avenue (mezi 58. a 59. ulicí). V nižších patrech budovy sídlí firma Bloomberg L.P. a ve vyšších se nachází luxusní byty. Budova má 54 pater a je vysoká 246 metrů. Na pozemku, kde je budova postavena, stál Alexandrův obchodní dům, který byl v roce 2000 zbořen. Výstavba nového mrakodrapu začala v roce 2001 a byla dokončena v roce 2005. K březnu 2020 byl 35. nejvyšší budovou v New Yorku a 75. nejvyšší ve Spojených státech.

## Ocenění
Paul Goldberger (americký kritik zaměřený na architekturu) 6. srpna 2007 pochválil tuto stavbu v časopisu The New Yorker. Chválil hlavně efektivnost a nadstandard pracovního prostředí, který se skrývá v budově. Podotkl také, že budova je perfektně navržena pro 21. století.

## Fakta
- Architekt: César Pelli a jeho kolektiv
- Architektura interiéru: Architektura Studios a Pentagram
- Stavební inženýr: Thornton Tomasetti
- Náklady na výstavbu: 630 milionů dolarů

## Nájemníci
- Home Depot zde provozuje obchod, který má vchod na 3. Avenue.
- H&M , Geox , Swarovski a The Container Store. Tyto firmy jsou na straně lemující Lexington Avenue.
- Starbucks Coffee a Le Cirque se nachází v atriu budovy.
- EEG a Bank of America jsou umístěny na rozích budovy na 3. Avenue.